# ربه‌کا لو
ربه‌کا لو (انگلیسی: Rebecca Lowe؛ زادهٔ ۱۱ نوامبر ۱۹۸۰) گزارشگر ورزشی و مجری اهل بریتانیا است. وی از سال ۲۰۰۲ میلادی تاکنون مشغول فعالیت بوده‌است. وی دانش‌آموختهٔ دانشگاه ایست آنگلیا است.
از فیلم‌ها یا مجموعه‌های تلویزیونی که وی در آن‌ها نقش داشته‌است، می‌توان به تد لاسو اشاره نمود.